# Nigramma curepipensis
Nigramma curepipensis är en fjärilsart som beskrevs av Embrik Strand 1917. Nigramma curepipensis ingår i släktet Nigramma och familjen nattflyn. Inga underarter finns listade i Catalogue of Life.